# District de Trutnov
Le district de Trutnov (okres Trutnov en tchèque) est un des cinq districts de la région de Hradec Králové, en Tchéquie. Son chef-lieu est la ville de Trutnov.

## Liste des communes
Le district compte 75 communes, dont 12 ont le statut de ville (město, en gras) et 3 celui de bourg (městys, en italique) :
Batňovice • 
Bernartice • 
Bílá Třemešná • 
Bílé Poličany • 
Borovnice • 
Borovnička • 
Čermná • 
Černý Důl • 
Chotěvice • 
Choustníkovo Hradiště • 
Chvaleč • 
Dolní Branná • 
Dolní Brusnice • 
Dolní Dvůr • 
Dolní Kalná • 
Dolní Lánov • 
Dolní Olešnice • 
Doubravice • 
Dubenec • 
Dvůr Králové nad Labem • 
Hajnice •
Havlovice • 
Horní Brusnice • 
Horní Kalná • 
Horní Maršov • 
Horní Olešnice • 
Hostinné •
Hřibojedy • 
Janské Lázně • 
Jívka • 
Klášterská Lhota • 
Kocbeře • 
Kohoutov • 
Královec • 
Kuks • 
Kunčice nad Labem • 
Lampertice • 
Lánov • 
Lanžov • 
Libňatov • 
Libotov • 
Litíč • 
Malá Úpa • 
Malé Svatoňovice • 
Maršov u Úpice •
Mladé Buky • 
Mostek • 
Nemojov • 
Pec pod Sněžkou • 
Pilníkov • 
Prosečné • 
Radvanice • 
Rtyně v Podkrkonoší • 
Rudník • 
Špindlerův Mlýn • 
Stanovice • 
Staré Buky • 
Strážné • 
Suchovršice • 
Svoboda nad Úpou • 
Třebihošť • 
Trotina • 
Trutnov • 
Úpice • 
Velké Svatoňovice • 
Velký Vřešťov • 
Vilantice • 
Vítězná • 
Vlčice • 
Vlčkovice v Podkrkonoší • 
Vrchlabí • 
Zábřezí-Řečice • 
Žacléř •
Zdobín • 
Zlatá Olešnice

## Principales communes
Population des dix principales communes du district au 1er janvier 2024 et évolution depuis le 1er janvier 2023 :
| Trutnov                | 29 584 | en diminution   |
| Dvůr Králové nad Labem | 15 339 | en augmentation |
| Vrchlabí               | 12 131 | en diminution   |
| Úpice                  | 5 500  | en stagnation   |
| Hostinné               | 4 214  | en diminution   |
| Žacléř                 | 3 096  | en augmentation |
| Rtyně v Podkrkonoší    | 2 899  | en augmentation |
| Mladé Buky             | 2 301  | en augmentation |
| Svoboda nad Úpou       | 2 009  | en diminution   |
| Rudník                 | 2 010  | en augmentation |